# 顾健人
顾健人（1932年1月13日—2022年9月27日），江苏苏州人，中华人民共和国癌症学家、分子肿瘤学与基因治疗专家，中国工程院院士。

## 生平
顾健人出生于苏州。其父顾唯诚是一名医生，是苏州市第二人民医院创始人，曾任该院院长。顾健人在苏州长大，小学时代就读于草桥小学，初中就读于景范中学，高中时代在震旦大学附属苏州有原中学。由于成绩优秀，他得到了保送震旦大学的机会。他还同时通过了中央大学医学院、浙江大学医学院、国立上海医学院、圣约翰大学医学院四所大学的招生考试。顾健人与父亲讨论后，决定选择国立上海医学院。1948年，顾健人进入国立上海医学院医疗系就读。在大学期间，他结识了同班同学方利君，两人后来结婚。
自上海第一医学院毕业后担任上海肿瘤研究所研究员。早年从事病理学研究，50年代末开始从事肿瘤生化工作。60年代初，首先证明了正常肝核糖核酸可使肝癌细胞生长受抑，并发生表型向正常细胞逆转，说明正常细胞中具有抑制癌生长的表达产物。
顾健人自80年代开始，围绕原发性肝癌，从分子水平进行癌变机理以及新的治疗路径的系统研究。1984年至1985年，他首次发现N-RAS基因是人原发性肝癌的激活癌基因之一。之后又继续对人原发生肝癌基因及相关基因进行了系统的研究。首次发现了包括N-yas，C-myc，C-est2、IGF-II、IGF-II受体及CSF1受体等的在MRNA和蛋白水平的过量表达。其中尤其是肝癌IGF-I，IGF-I受体和CSF1受体的异常表达，形成了独特的肝癌自分泌（英語：Autocrine signalling）和旁分泌系统，导致肝癌自主性生长的物质基础。
1989年开始进行肝癌抗癌基因的探索，从构建人正常肝和原发性肝癌的递减CDNA文库着手，寻找在正常肝中表达而在肝癌中转录受阻或结构有缺陷的基因。发现转甲状腺素蛋白基因是人原发性肝细胞癌的一种在基因结构及表达上存在缺陷的基因，可能是与肝癌相关的一种抗癌基因。他实验室从12例启东肝癌中发现3例存在“杂合子消失”，即一个等位基因的丢失，并发现4例249号编码子突变。这些激活的癌基因和异常的抗癌基因组成了人肝癌的癌基因谱。此外他首先在中国开展了对肿瘤基因治疗的基础研究，脑瘤的基因治疗进入临床试验，并因此获国家科技进步奖二等奖两项。1995年，当选为中国工程院院士。